# Ameropterus subripiens
Ameropterus subripiens is een insect uit de familie van de vlinderhaften (Ascalaphidae), die tot de orde netvleugeligen (Neuroptera) behoort. 
Ameropterus subripiens is voor het eerst wetenschappelijk beschreven door Walker in 1853.